# 13520 Félicienrops
13520 Félicienrops là một tiểu hành tinh vành đai chính với chu kỳ quỹ đạo là 1522.3073206 ngày (4.17 năm).
Nó được phát hiện ngày 15 tháng 11 năm 1990.